# 嗓音
嗓音是指有动物呼吸系统的动作产生的用以传达信息的声音。嗓音只限于蛙类、鳄类、壁虎类、鸟类和兽类，有时候是主要的通信形式。在许多鸟类和灵长类（不包括人）中，成体的行为中包括各种叫声，用以表示占有领域、进攻、警报、恐怖、满足、饥饿、有食物或需要伴侣。